# مایکل اورن
مایکل بورنستاین اورن (زبان عبری: מיכאל אורן؛ انگلیسی: Michael Oren؛ زادهٔ ۲۰ مهٔ ۱۹۵۵) تاریخ‌نگار، دیپلمات، سیاست‌مدار، روزنامه‌نگار اسرائیلی متولد آمریکا و سفیر سابق اسرائیل در ایالات متحده آمریکا (۲۰۰۹–۲۰۱۳) است. او هم‌اکنون نماینده کنست از حزب کولانو و قائم مقام وزیر در دفتر نخست وزیر است.
اورن در زمینه تاریخ خاورمیانه کتاب و مقاله نوشته است. او استاد مدعو دانشگاه هاروارد، دانشگاه ییل، و دانشگاه جرج‌تاون در آمریکا و دانشگاه تل‌آویو و دانشگاه عبری اورشلیم در اسرائیل بوده‌است.
در انتخابات سراسری ۲۰۱۵, اورن از طرف حزب میانه‌گرای کولانو به نمایندگی کنست انتخاب شد.